# Wareham (Royaume-Uni)
Pour les articles homonymes, voir Wareham.
Wareham est une ville du Dorset (Angleterre) qui se trouve à 13 km au sud-ouest de Poole. Sa population est de 8 417 habitants, en comptant la population de Wareham (5 665 hab) et celle de la paroisse de Wareham-St-Martin (2 752 hab). T. E. Lawrence (1888-1935), le célèbre écrivain des Sept Piliers de la sagesse se tua en moto non loin de là, au Camp de Bovington.

## Situation et géographie
La ville est construite sur un point sec stratégique, entre le fleuve Frome et le fleuve Piddle, à l'embouchure de la baie de Poole Harbour. La Frome traverse une zone de roches de sable, d'argile et de graviers non résistantes, et une grande partie de sa vallée possède de larges plaines inondables et des marais. À son estuaire, la rivière a formé une large baie peu profonde du port de Poole.  

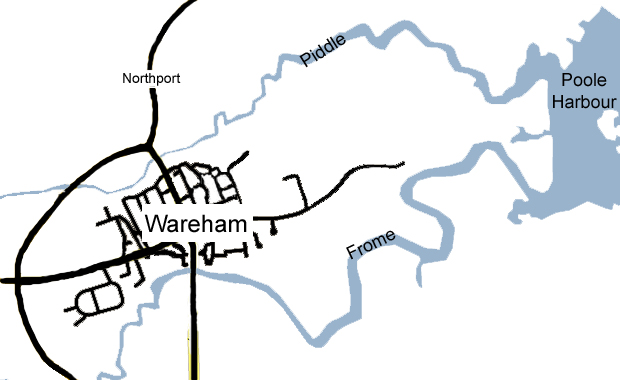
Carte de Wareham, Dorset.

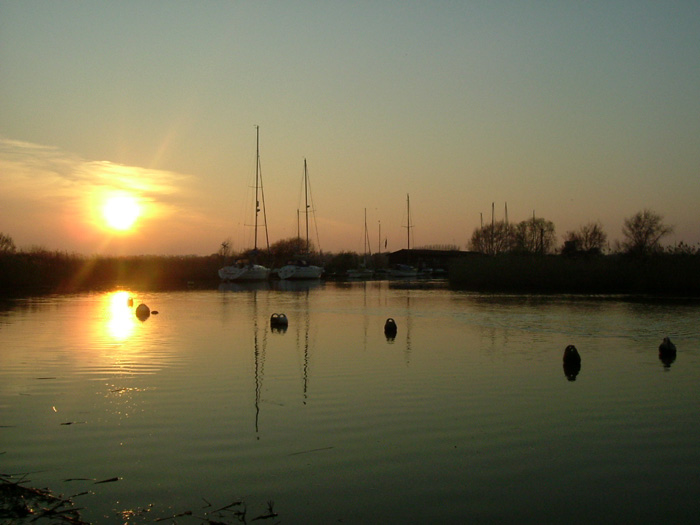
L'estuaire de la rivière Frome à l'est de la ville.

La ville est située sur la route A351 Lytchett Minster - Swanage et au terminus est de la route A352 vers Dorchester et Sherborne, les deux routes contournant maintenant le centre-ville. La ville a une gare sur la ligne de chemin de fer South Western Main Line, et était autrefois la station de jonction pour les services le long de la ligne secondaire vers Swanage, maintenant préservée sous le nom de Swanage Railway. Le chemin de fer à vapeur a l'ambition d'étendre son service, actuellement de Swanage à Norden, près de Corfe Castle jusqu'à Worgret Junction (où la ligne principale et la branche se sont divisées) et à Wareham à nouveau.
Au nord-ouest de la ville, une grande plantation de conifères, Wareham Forest s'étend sur plusieurs kilomètres jusqu'à la route A35 et les contreforts sud des Dorset Downs. Au sud-est se trouve le château de Corfe et les landes qui bordent le port de Poole, y compris le gisement de pétrole de Wytch Farm et la réserve naturelle de Studland & Godlingstone Heath. À environ quatre miles (7 km) au sud se trouve une crête de craie, les collines de Purbeck, et à huit miles (12 km) au sud se trouve la Manche.

## Historique
En 1762 un incendie détruisit les deux tiers de la ville qui furent reconstruits en style georgien (briques rouges et « calcaire de Purbeck »). La ville est divisée en quatre quartiers par les deux rues principales qui se croisent à angle droit.
Dans l'église anglo-saxonne St Martin, se trouve un gisant à l'effigie de T. E. Lawrence (Lawrence d'Arabie) en habit arabe.
HMS Cattistock (L3) est parrainé par la communauté civile de Wareham pendant la campagne nationale du Warship Week (semaine des navires de guerre) en mars 1942. Il est un destroyer de classe Hunt de type I, construit pour la Royal Navy.

## Personnalités liées à la ville
- David Mellor (1949-), homme de médias, avocat et ancien politicien, y est né ;
- Edward Toms (1899-1971), athlète britannique spécialiste du 400 mètres, y est mort.

## Jumelage
- Conches-en-Ouche (France) depuis 1987[2]